# Paradise-iratok

Érintett országok (2017. november 5-iki feldolgozottság)

A Paradicsom-iratok (angolul Paradise papers) egy 13,4 millió dokumentumot tartalmazó adatbázis offshore-befektetésekről, amik 2017. november 5-én kerültek nyilvánosságra. A Paradicsom-iratok a német Süddeutsche Zeitung napilaphoz lettek kiszivárogtatva, majd az International Consortium of Investigative Journalists (ICIJ) nevű nemzetközi tényfeltáró újságíró-szervezet vett részt a feldolgozásában. A Paradicsom-iratok a szingapúri Asiaciti Trust vagyonkezelő társaságról és a bermudai Appleby ügyvédi irodától, továbbá 19 adóparadicsom ország és terület cégnyilvántartásáról tartalmaznak adatokat. A dokumentumok a világ leggazdagabb emberei (vállalkozók, politikusok, sportolók, hírességek) és vállalatai offshore tevékenységéről tartalmaznak információkat. Az offshore vállalatok mögé rejtett gazdasági tevékenység önmagában nem illegális, de gyakran az adóelkerülést vagy a pénzmosást szolgálja.